# Narval
El narval (Monodon monoceros) és una espècie àrtica de cetaci odontocet, semblant a la beluga (Delphinapterus leucas), i com a tal està dotat de dents i no pas de barbes com els misticets. És estrany trobar-ne a latituds més al sud de 70°N.

## Història
El gran ullal del narval donà lloc al mite de l'unicorn, i durant molts anys foren caçats per vendre els seus ullals com a banyes d'unicorn. De fet, al Japó es van comercialitzar fins al 1950, sota el nom d'ikkaku, un remei capaç de neutralitzar qualsevol verí. Actualment la seva caça per aquest motiu està totalment prohibida i només els esquimals tenen llicència per caçar-ne un nombre determinat cada any, ja que formen part de la seva dieta. La carn de narval és molt apreciada pels esquimals, sobretot crua pel seu alt valor nutritiu.

## Descripció
Els narvals amiden 1,5 metres quan naixen i poden arribar a fer 6 metres els mascles i 5 metres les femelles (aquestes mides no tenen en compte l'ullal). Una característica del narval és que no disposa d'aleta dorsal. Aquest fet segurament forma part d'una adaptació per poder viure a l'Àrtic, ja que sense aquesta aleta poden nedar sota el gel sense por de xocar-hi. Per tal de suplir les funcions de l'aleta dorsal tenen un seguit de protuberàncies que els permeten mantenir l'equilibri. El seu hàbitat gèlid també fa que disposin d'una capa de greix molt gruixuda (pot arribar a suposar el 40% del seu pes total). Altres trets característics són la pell blanca amb taques negres (que sol tornar-se més clara amb l'edat) i la cua en forma convexa (al contrari que la dels dofins, per exemple).
La dieta dels narvals inclou arengades, bacallà, halibuts, salmons, cefalòpodes i crustacis.
Les femelles de narval tenen un temps de gestació d'entre 14 i 15 mesos; i una longevitat de 40 anys.

## L'ullal dels narvals
El tret més característic del narvals és l'ullal que els sobresurt del musell. En realitat és només un dels dos ullals que posseeixen. L'ullal dret no sol créixer i queda amagat dins la geniva, mentre que l'esquerre pot créixer fins als 3 metres, en el cas del mascles. D'altra banda, tot i que les femelles posseeixen els dos ullals, no els en sol créixer cap. Tot i això s'han trobat exemplars de femelles amb un ullal sobresortint i mascles als quals els havien crescut els dos ullals. No se sap del cert la utilitat d'aquests ullals. Les diverses hipòtesis suggereixen que pot ser per defensar-se de depredadors com l'os polar, per lluitar entre mascles o per trencar clapes de gel per poder sortir a respirar.